# Кеклик китайський
Кеклик китайський (Alectoris magna) — вид куроподібних птахів родини фазанових (Phasianidae).

## Поширення
Ендемік Китаю. Поширений у горах у північно-центральній частині країни в провінціях Цінхай і Ганьсу. Населяє круті схили, засіяні травою та низьким чагарником.

## Підвиди
- Alectoris magna magna (Przevalski, 1876)
- Alectoris magna lanzhouensis Liu, Huang & Wen, 2004